# Yvonne Gröning
Yvonne Elisabet Gröning, född Tapper den 25 juli 1939 i Avesta, är en svensk journalist och författare.

## Biografi
Gröning har varit journalist på Vestmanlands Läns Tidning och medielärare i Avesta. Hennes författarskap är inriktat på kvinnors liv och historia och hon har skrivit biografier över Anna Boberg och Florrie Hamilton. Hon har drivit olika skrivarprojekt för kvinnor. Gröning har även skrivit flera dramapjäser för olika teatrar. Dramafilmen Rusar i hans famn (1996) baseras på Grönings roman Kärleks pris som är en slags dagbok där hon skriver om sin sorgeprocess efter att hon förlorade sin man 1989.

### Familj
Yvonne Gröning var från 1957 gift med Egon Gröning (1938–1989), som var socialdemokratiskt kommunalråd i Norbergs kommun, och som omkom i flygolyckan i Oskarshamn 1989. Hon är mor till Lotta Gröning.

## Priser och utmärkelser
- 2012: Kerstin Hed-priset[4]